# ロシア内務省
ロシア内務省（ロシアないむしょう、ロシア語: Министерство внутренних дел、略称：МВД、ラテン文字での略称はMVD、英語: Ministry of Internal Affairs of the Russian Federation ）は、ロシアの内政を管掌しロシアの警察機関を持つ。2016年以前は、分離独立運動対策のための軍事組織ロシア国内軍を有していたが、現在はロシア国家親衛隊として独立している。

## 歴史
独立国家共同体（CIS）成立に先立ち、1991年12月19日、ボリス・エリツィンは、内務機関と国家保安機関を統合するロシア・ソビエト連邦社会主義共和国保安・内務省（ロシア語: Министерство безопасности и внутренних дел РСФСР）の設立を命令した。12月25日、独立国家共同体（CIS）が正式に成立し、ソ連内務省の機能・機関が正式に移管されたが、1992年1月、最高裁判所の決定により保安・内務省は廃止され、内務省と保安省に分離された。
1992年2月、組織犯罪総局及び経済犯罪総局を設置。3月、捜査活動法が採択され、ロシアの捜査活動は内務省の内規ではなく、法律により初めて規制されることとなった。
2016年4月、国内軍をはじめとした武装組織が独立し、国家親衛隊とされた。これにより内務省は純粋な警察組織とされた。同時に移民庁と麻薬流通監督庁は内務省の一部とされ、それぞれ移民総局と麻薬統制総局となった。

## 機構
- 取調委員会
- 移民総局
- 麻薬統制総局（旧、ロシア連邦麻薬流通監督庁）
- 行政部
- 国有財産保護部
- 人事保障部
- 道路交通安全部
- 閉鎖領域・体制施設法秩序保障部
- 輸送機関法秩序保障部
- 公共秩序警備部
- 組織犯罪・テロ対策部
- 内査部
- 後方部
- 刑事捜索部
- 経済保安部
- 組織監察部
- 法務部
- 財政・経済部
- 情報分析総合センター
- 刑事鑑識センター
- 国家施設「ロシアMVD全ロシア科学研究所」

## 国家親衛隊に移された機構

### 国内軍系
- 国内軍
  - オドン、独立作戦任務師団（旧ジェルジンスキー師団） - Отдельная дивизия оперативного назначения : ОДОН
  - 航空隊

### 公共秩序警備部系
- 特別任務機動隊（ロシア版SWAT） - отряд мобильный особого назначения : ОМОН

### 組織犯罪・テロ対策部系
- 緊急対応特殊課（組織犯罪対策） - специальный отдел быстрого реагирования : СОБР

## 歴代内務大臣
| 代 | 大臣                         | 任期            | 備考                                                                           |
| -- | ---------------------------- | --------------- | ------------------------------------------------------------------------------ |
| 1  | ヴィクトル・エリン           | 1992年 - 1995年 | 上級大将、内務省出身                                                           |
| 2  | アナトリー・クリコフ         | 1995年 - 1998年 | 上級大将、軍出身。副首相、ロシア連邦議会下院国家会議議員（安全保障委員会所属） |
| 3  | セルゲイ・ステパーシン       | 1999年          | ロシア連邦保安庁長官、法務大臣、首相、内務省出身                               |
| 4  | ウラジーミル・ルシャイロ     | 1999年 - 2001年 | ロシア安全保障会議書記、CIS執行書記、内務省出身                                |
| 5  | ボリス・グルイズロフ         | 2001年 - 2003年 | ロシア連邦議会下院国家会議議長、統一ロシア党首                                 |
| 6  | ラシド・ヌルガリエフ         | 2004年 - 2012年 | 上級大将。KGB出身                                                              |
| 7  | ウラジーミル・コロコリツェフ | 2012年 -        | 上級大将。内務省出身                                                           |